# Liste de films français sortis en 1940
Listes de films français
- 1936
- 1937
- 1938
- 1939
- 1940
- 1941
- 1942
- 1943
- 1944

Liste non exhaustive de films français sortis en 1940 :
| Titre                         | Réalisateur                                                       | Distribution                                       | Genre               | Notes    |
| ----------------------------- | ----------------------------------------------------------------- | -------------------------------------------------- | ------------------- | -------- |
| Après Mein Kampf, mes crimes  | Alexandre Ryder                                                   | Alain Cuny, Roger Karl                             | biographique-guerre |          |
| Bach en correctionnelle       | Henry Wulschleger                                                 | Bach, Yvonne Yma, Jean Brochard                    | Comédie             |          |
| Battement de cœur             | Henri Decoin                                                      | Danielle Darrieux, Claude Dauphin André Luguet     | Comédie             |          |
| Bécassine                     | Pierre Caron                                                      | Paulette Dubost, Alice Tissot, Annie France        | Comédie             |          |
| Brazza ou l'Épopée du Congo   | Léon Poirier                                                      | Robert Darène, Thomy Bourdelle Odette Barencey     | Film d'aventure     |          |
| Le Café du port               | Jean Choux                                                        | René Dary, Raymond Aimos, Line Viala               | Drame               |          |
| Campement 13                  | Jacques Constant                                                  | Alice Field, Gabriel Gabrio, Paul Azaïs            | Drame               |          |
| Cavalcade d'amour             | Raymond Bernard                                                   | Claude Dauphin, Michel Simon, Janine Darcey        | Comédie dramatique  |          |
| Chantons quand même           | Pierre Caron                                                      | Annie Vernay, Paul Cambo Noël Roquevert            | Comédie musicale    |          |
| Le Collier de chanvre         | Léon Mathot                                                       | Jacqueline Delubac, André Luguet, Annie Vernay     | Crime               |          |
| Le Danube bleu                | Emil-Edwin Reinert, Alfred Rode                                   | Madeleine Sologne, José Noguéro, Marguerite Moreno | Comédie dramatique  |          |
| De Mayerling à Sarajevo       | Max Ophüls                                                        | Edwige Feuillère, John Lodge Aimé Clariond         | Drame               |          |
| L'École des femmes            | Max Ophüls                                                        | Louis Jouvet                                       |                     | inachevé |
| Elles étaient douze femmes    | Georges Lacombe                                                   | Gaby Morlay, Françoise Rosay, Micheline Presle     | Comédie             |          |
| L'Émigrante                   | Léo Joannon                                                       | Edwige Feuillère, Génia Vaury Jean Chevrier        | Comédie             |          |
| L'Empreinte du dieu           | Léonide Moguy                                                     | Pierre Blanchar, Annie Ducaux, Blanchette Brunoy   | Drame               |          |
| L'Entraîneuse                 | Albert Valentin                                                   | Michèle Morgan, Gilbert Gil Andrex                 | Drame               |          |
| Face au destin                | Henri Fescourt                                                    | Jules Berry, Georges Rigaud , Josseline Gaël       | Drame               |          |
| Le Feu de paille              | Jean Benoît-Lévy                                                  | Lucien Baroux, Gaby Basset Orane Demazis           | Drame               |          |
| La Fille du puisatier         | Marcel Pagnol                                                     | Fernandel, Josette Day, Raimu                      | Drame               |          |
| Le Grand Élan                 | Christian-Jaque                                                   | Max Dearly, Wissia Dina Fernand Charpin            | Comédie             |          |
| Grey contre X                 | Alfred Gragnon, Pierre Maudru                                     | Pierre Stéphen, Maurice Lagrenée, Doumel           | Policier            |          |
| L'Héritier des Mondésir       | Albert Valentin                                                   | Fernandel, Elvire Popesco, Jules Berry             | Comédie             |          |
| L'Homme du Niger              | Jacques de Baroncelli                                             | Victor Francen, Jacques Dumesnil, Annie Ducaux     | Comédie dramatique  |          |
| L'Homme qui cherche la vérité | Alexander Esway                                                   | Jacqueline Delubac, Gabrielle Dorziat, Raimu       | Comédie             |          |
| L'Intrigante                  | Émile Couzinet                                                    | Germaine Aussey, Paul Cambo, Gaston Rullier        | -                   |          |
| Marseille mes amours          | Jacques Daniel-Norman                                             | Reda Caire, Suzanne Dehelly, Léon Belières         | Comédie             |          |
| Menaces                       | Edmond T. Gréville                                                | Mireille Balin, John Loder, Ginette Leclerc        | Drame               |          |
| Miquette                      | Jean Boyer                                                        | Lilian Harvey, Lucien Baroux, André Lefaur         | Comédie             |          |
| Monsieur Hector               | Maurice Cammage                                                   | Fernandel, Gaby Wagner, Denise Grey                | Comédie             |          |
| Monsieur le maire             | Jacques Séverac                                                   | Georges Maurer, Léonie Bussinger, Suzanne Groll    | Comédie             |          |
| Les Musiciens du ciel         | Georges Lacombe                                                   | Michèle Morgan, Michel Simon René Lefèvre          | Drame               |          |
| Narcisse                      | Ayres d'Aguiar                                                    | Rellys, Paul Azaïs André Gabriello                 | Comédie             |          |
| La Nuit merveilleuse          | Jean-Paul Paulin                                                  | Fernandel, Janine Darcey, Jean Daurand             | Drame               |          |
| L'Or du Cristobal             | Jacques Becker (qui le commence) Jean Stelli (qui le termine)     | Albert Préjean, Charles Vanel, Dita Parlo          | Film policier       |          |
| Paradis perdu                 | Abel Gance                                                        | Fernand Gravey, Elvire Popesco, Micheline Presle   | Drame Guerre        |          |
| Paris-New York                | Claude Heymann (qui le commence) Georges Lacombe (qui le termine) | Gaby Morlay, Michel Simon, André Lefaur            | Comédie policière   |          |
| Pour le maillot jaune         | Jean Stelli                                                       | Meg Lemonnier, Albert Préjean, Robert Arnoux       | Comédie romantique  |          |
| Le Président Haudecœur        | Jean Dréville                                                     | Harry Baur, Betty Stockfeld, Robert Pizani         | Comédie dramatique  |          |
| Le Roi des galéjeurs          | Fernand Rivers                                                    | Henri Alibert, Raymond Aimos, Claude May           | Comédie             |          |
| Sans lendemain                | Max Ophüls                                                        | Edwige Feuillère, George Rigaud, Michel François   | Drame               |          |
| Sérénade                      | Jean Boyer                                                        | Petits Chanteurs à la croix de bois, Louis Jouvet  | Comédie dramatique  |          |
| Sur le plancher des vaches    | Pierre-Jean Ducis                                                 | Betty Stockfeld, Pauline Carton, Noël-Noël         | Comédie             |          |
| Les Surprises de la radio     | Marcel Aboulker                                                   | Grégoire Aslan, Armand Bernard, Marguerite Moreno  | Comédie             |          |
| Tempête                       | Dominique Bernard-Deschamps                                       | Marcel Dalio, Annie Ducaux, Arletty                |                     |          |